# Theodor Hanf
Theodor Hanf (* 20. März 1936 in Düsseldorf) ist ein deutscher Politologe und Soziologe. Seine Forschung und seine Publikationen betreffen vor allem den Nahen Osten und Afrika. Von 1972 bis 2006 war er Direktor des Arnold-Bergstraesser-Instituts in Freiburg im Breisgau.

## Leben
Theodor Hanf wurde am 20. März 1936 geboren. Er studierte Politologie, Soziologie und Pädagogik in Bonn, Freiburg und Beirut. 1966 wurde Hanf in Freiburg zum Dr. phil. promoviert. Seit 1973 ist er Honorarprofessor für Politikwissenschaft an der Universität Freiburg. Von 1972 bis 2006 war er Direktor des Arnold-Bergstraesser-Instituts in Freiburg, zusammen mit Dieter Oberndörfer, und von 1972 bis 2004 Professor für Soziologie am Deutschen Institut für Internationale Pädagogische Forschung in Frankfurt am Main. Seit 2004 ist Hanf Gastprofessor an der Amerikanischen Universität Beirut.
Theodor Hanf gilt aufgrund regelmäßiger und zahlreicher Publikationen zur Arabischen Welt und insbesondere zum Libanon als ausgewiesener Nahost-Experte. Regelmäßig wurde er von deutschen und internationalen Presseorganen zum Nahostkonflikt interviewt oder befragt.

## Mitgliedschaften
- Arnold-Bergstraesser-Institut
- Bischöfliches Hilfswerk Misereor (langjähriger Vorsitzenden des Beirates)[7]
- Deutsche Gesellschaft für Auswärtige Politik[8]
- Rat für Migration[9]
- Wissenschaftliche Arbeitsgruppe für weltkirchliche Aufgaben der Deutschen Bischofskonferenz (Ehrenmitglied)[10]

## Schriften (Auswahl)
- Die politische Bedeutung ethnischer Gegensätze in Ruanda und Urundi. Arnold-Bergstraesser-Institut, Freiburg 1964.
- Erziehungswesen in Gesellschaft und Politik des Libanon. Bertelsmann-Universitätsverlag, Bielefeld 1969 (Diss., Universität Freiburg 1966).
- mit Heribert Weiland und Gerda Vierdag: Südafrika, friedlicher Wandel? Möglichkeiten demokratischer Konfliktregelung. Eine empirische Untersuchung. Kaiser, München / Matthias-Grünewald-Verlag, Mainz 1978, ISBN 3-459-01158-0 und ISBN 3-7867-0682-4.
- Koexistenz im Krieg. Staatszerfall und Entstehen einer Nation im Libanon. Nomos, Baden-Baden 1990, ISBN 3-7890-1972-0.
- mit Ghia Nodia: Georgia lurching to democracy. From agnostic tolerance to pious Jacobinism: societal change and peoples’ reactions. Nomos, Baden-Baden 2000, ISBN 3-7890-7010-6.